# Couderay (condado de Sawyer, Wisconsin)
Couderay es un pueblo ubicado en el condado de Sawyer en el estado estadounidense de Wisconsin. En el Censo de 2010 tenía una población de 401 habitantes y una densidad poblacional de 2,3 personas por km².

## Geografía
Couderay se encuentra ubicado en las coordenadas 45°48′21″N 91°20′48″O / 45.80583, -91.34667. Según la Oficina del Censo de los Estados Unidos, Couderay tiene una superficie total de 174.34 km², de la cual 172.24 km² corresponden a tierra firme y (1.21%) 2.1 km² es agua.

## Demografía
Según el censo de 2010, había 401 personas residiendo en Couderay. La densidad de población era de 2,3 hab./km². De los 401 habitantes, Couderay estaba compuesto por el 37.91% blancos, el 0% eran afroamericanos, el 57.86% eran amerindios, el 0% eran asiáticos, el 0% eran isleños del Pacífico, el 0% eran de otras razas y el 4.24% pertenecían a dos o más razas. Del total de la población el 1% eran hispanos o latinos de cualquier raza.